# احمدآباد (بهالکی)
احمدآباد، بهالکی (به انگلیسی: Ahmadabad, Bhalki) یک روستا در هند است که در کارناتاکا واقع شده‌است.